# Tout Alizée
Tout Alizée è la prima raccolta di canzoni di successo della cantante francese Alizée. L'album è stato pubblicato in Messico il 10 dicembre 2007, appena una settimana dopo il terzo album di inediti della cantante, dalla Universal, vecchia etichetta discografica della cantante. L'album è stato stampato anche con un DVD contenente i video musicali dei singoli.

## Tracce
CD
1. Moi... Lolita
2. Gourmandises
3. L'alizé
4. J.B.G.
5. Parler tout bas
6. J'en ai marre!
7. À contre-courant
8. Hey ! Amigo !
9. Youpidou
10. Amélie m'a dit
11. J'ai pas vingt ans
12. Moi... Lolita [Lola Extended Remix]
13. Moi... Lolita [Hello Helli T'es A Dance Remix]
14. I'm Fed Up! [Bubbly Club Remix]
15. J'en ai marre! [Soft Skin Club Mix]

DVD
1. Gourmandises
2. Moi... Lolita
3. Parler tout bas
4. J.B.G.
5. J'ai pas vingt ans!
6. J'en ai marre!
7. I'm Not Twenty
8. I'm Fed Up!
9. Documentario: Tubes D'un Jour

## Classifiche
| Paese   | Posizione |
| ------- | --------- |
| Messico | 22        |